# Puig d'en Morgades
El Puig d'en Morgades és una muntanya de 456 metres que es troba al municipi de Castellví de la Marca, a la comarca de l'Alt Penedès.